# Die ewige Welle

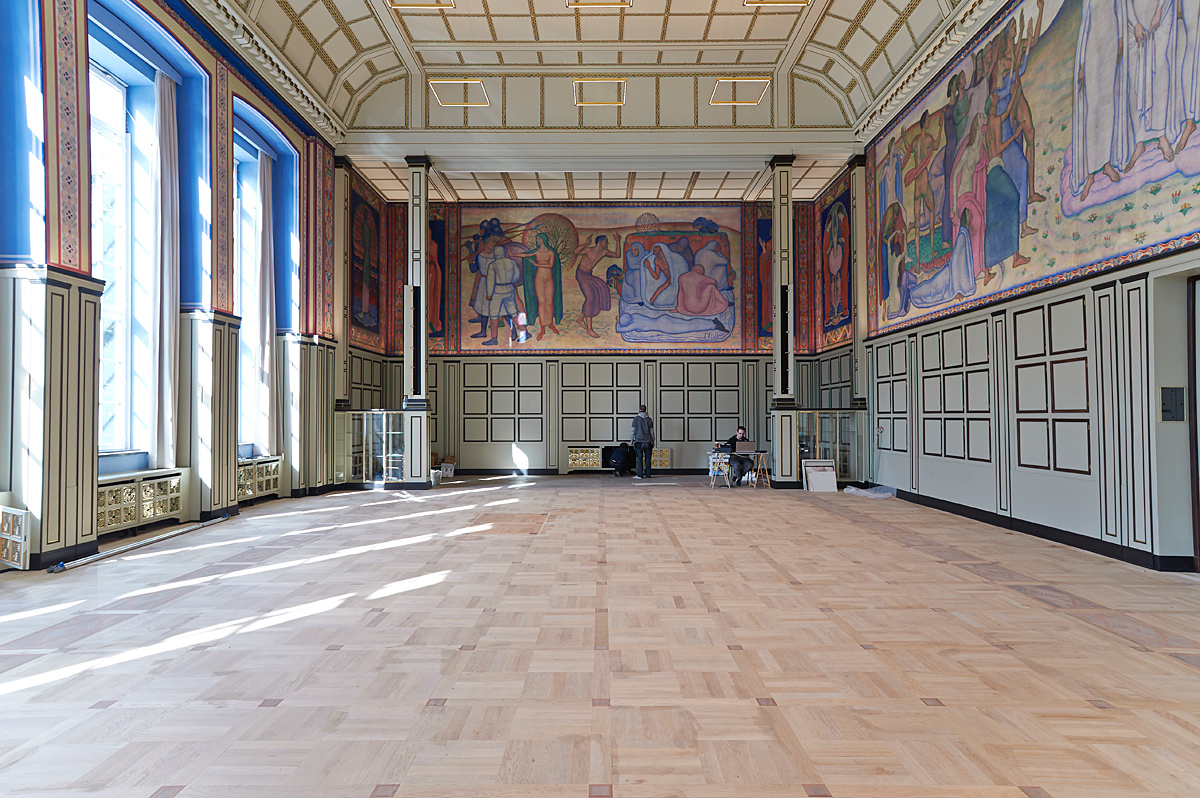
Die Aula der Hochschule für bildende Künste Hamburg mit dem restaurierten Wandgemälde Die ewige Welle

Die ewige Welle ist ein Wandgemälde in der Aula der Hochschule für bildende Künste Hamburg (HFBK Hamburg). Es gilt als das Hauptwerk von Willy von Beckerath und besteht aus acht Teilen. Das Gemälde zeigt symbolisch den Aufstieg und Fall einer Kulturepoche. Es entstand in der Zeit von 1911 bis 1918 und wurde am 23. März 1918 durch eine Rede von Aby Warburg der Öffentlichkeit vorgestellt. Um 2009 wurde das Gemälde in mehreren Stufen in seiner ursprünglichen Farbigkeit restauriert. Zum hundertjährigen Bestehen der HFBK Hamburg 2013 wurde ebenfalls die Decken- und Wandbemalung der Aula wieder freigelegt und restauriert. Auch der kunstvolle Parkettfußboden wurde erneuert. So ist die Aula als großräumiges Gesamtkunstwerk jetzt wieder wahrnehmbar geworden.

## Das große Wandbild
Beckerath selber hat seinen Wandbildreigen im Mai 1918 in einem Brief an den Freund Gustav Ophüls ausführlich erläutert und den einzelnen Szenen zugleich auch Verweise auf die begleitenden Verse von Hans Much beigesellt. Dieser Kommentar ‚enträtselt‘ in einfachen Worten das Programm. Er ist in der Kleinen Handreichung zum besseren Verständnis von Michael Diers in dem Newsletter der HFBK Nr. 52 (2008) zitiert.

## Die einzelnen Teile des Wandbildes

### Aufgang
Wandbild 1 an der Fensterwand: Die Darstellungen verlaufen ihrem Inhalt nach zyklisch und beginnen mit einer Frauenfigur, die auf der Höhe stehend, dem Betrachter den Rücken zukehrend, die ersten Anzeichen des beginnenden Morgens – der über einem Gebirge im roten Schein sich bemerkbar macht – erspäht. – Es ist die erste Ahnung einer kommenden Entwicklung zu einer Epoche geistiger Blüte. 

Aufgang
Die Ferne zittert. Ich stehe und warte,

Gehüllt in mein Sehnsuchtsgewand.

Ach, manche so harrte

Und schaute ins dämmrige Land.

Der Morgen lechzt nach goldenen Garben.

Zitternd fühl ich ihr Nahn.

Tastende Farben

Gleiten die atmende Bahn.

Hellt sich die Dämmerung, löst sich die Starre?

Kommt er, der Helde in Pracht?

Ich stehe und harre. - -

Licht ist sein Name! –

Weicht sie, die Nacht?

### Gebunden
Wandbild 2 an der Stirnwand: Es folgt eine gefesselte Frauengestalt mit von Gewand zugedecktem Gesicht. Sie stellt die noch gefesselten geistigen Kräfte dar. 

Gebunden
Einst sah mein Wähnen lauter Licht;

Ist aller Glanz verschwunden?

Ich faß ihn nicht, ich seh ihn nicht,

Wo bleibt der, der Erlösung spricht,

Der kühn den Bann der Ferne bricht?

Wie dunkel sind die Stunden!

- - Gebunden,

Gebunden!

### Verkündigung
Wandbild 3 an der Stirnwand: Dann kommt ein großes Bild, das in zwei Gruppen zerfällt. Die linke Gruppe zeigt Männergestalten – Krieger –, die von einer Frauengestalt mit abwehrender Geste fortgedrängt werden. Das bedeutet, dass zunächst die reaktionären geistigen Elemente überwunden werden müssen, ehe ein neues Wachstum Platz findet. Die rechte Gruppe dieses Bildes stellt eine männliche Figur dar, die in prophetischer Geste eine Gruppe von teils noch Schlafenden, teils eben im Erwachen begriffenen Figuren anruft. – Das heißt soviel als Erweckung neuer Lebenskräfte – immer auf das geistige Leben sich beziehend. 

Verkündigung
Hört ihr rauschen

Schwingen des Lichts?

Laßt uns lauschen

Hellen Gesichts!

Murrend trollt sich hemmende Macht.

Hoffnung entrollt sich,

Wacht nun, erwacht!

Schläfer auf Erden –

Heiliges Licht,

Sieg soll uns werden!

Sieg und Gericht!

### Erleuchtung
Wandbild 4 an der Stirnwand: Dann folgt eine Frauengestalt mit der Bewegung eines Menschen, der nach langer Dunkelheit zum ersten Mal wieder Licht sieht. Das Bewusstsein einer neuen Epoche erwacht.

Erleuchtung
Ist es ein Mensch von Fleisch und Blut,
Der fest in meinen Träumen ruht?
Ist es ein Gott von Licht und Mut
Und Minne?

Mein sehnen fliegt zum Tor hinaus.
Licht flutet durch das irdsche Haus.
Ich breite Herz und Arme aus
Und sinne….

### Entfaltung
Wandbild 5 an der Eingangswand: Weiter folgt ein fantastisches Blumen- und Knospen-Ornament, flankiert von zwei Frauen. Aus den Knospen oder Blumen recken sich Kindergestalten dem Sonnenlicht entgegen. – Die zwei Frauenfiguren links und rechts bewundern diesen Vorgang der neuen Lebensentfaltung. 

Entfaltung
Nicht des Rufs und nicht der Mahnung
Braucht das junge Knospenleben,
Strahl der Ahnung
Läßt es froh und tief erbeben.

Strahl der Ahnung pocht gewaltsam,
Mehr als Blitz und wilde Wetter.
Unaufhaltsam
Öffnen sich die Knospenblätter

Nichts von Rast und nichts von ende.
Wahn und Glück und Quellenrauschen!
Hebt die Hände!
Laßt uns schweigen, laßt uns lauschen!

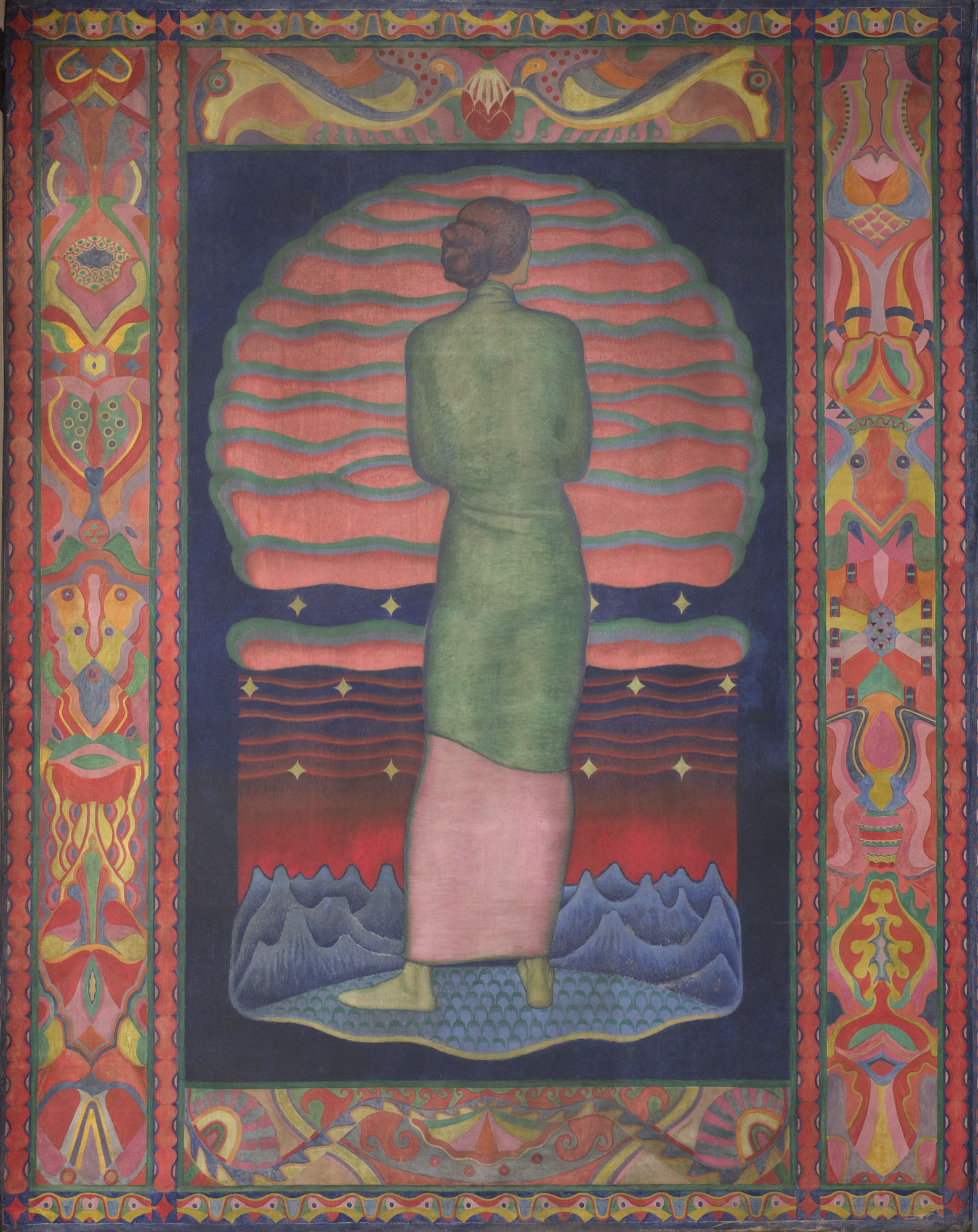
Aufgang (Wandbild 1)
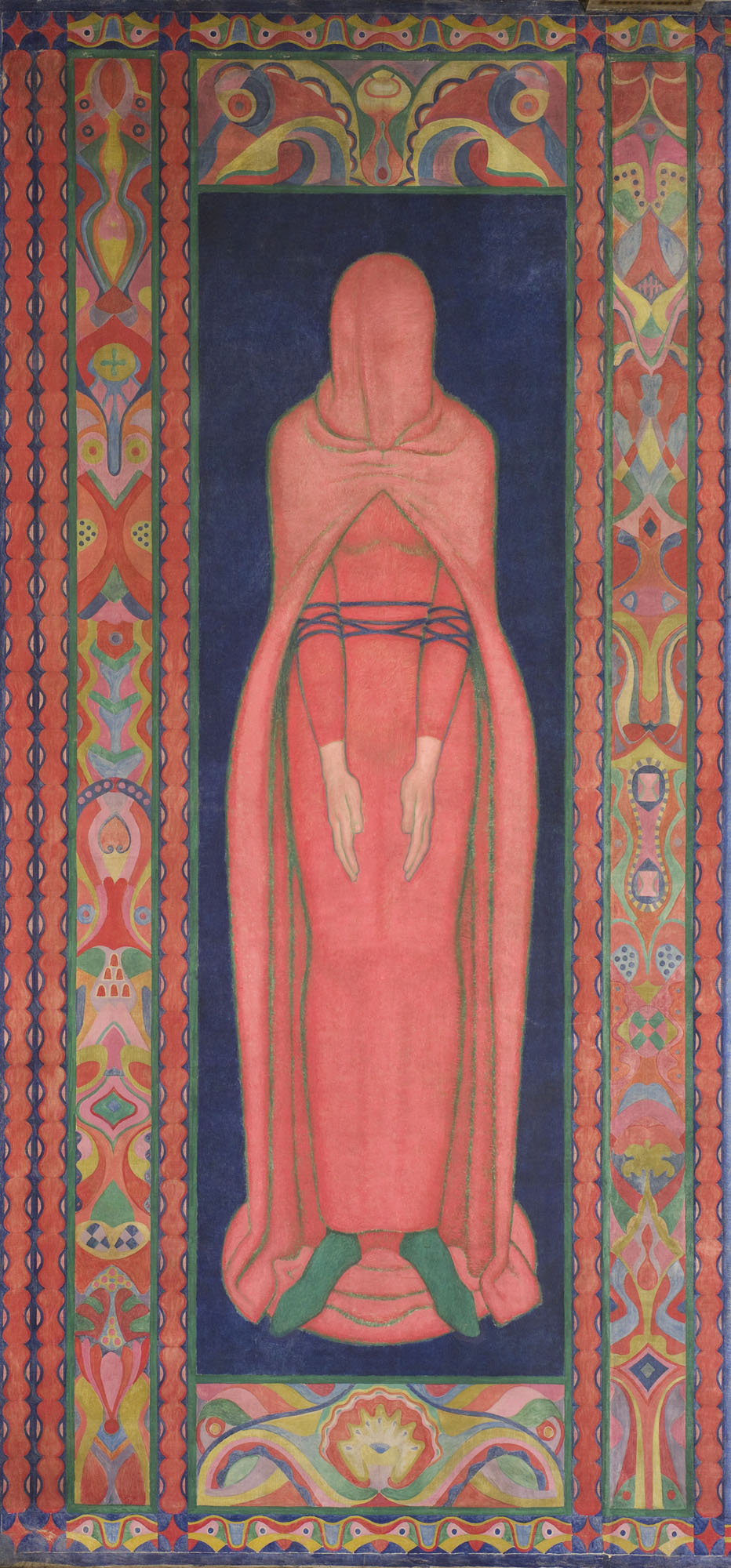
Gebunden (Wandbild 2)
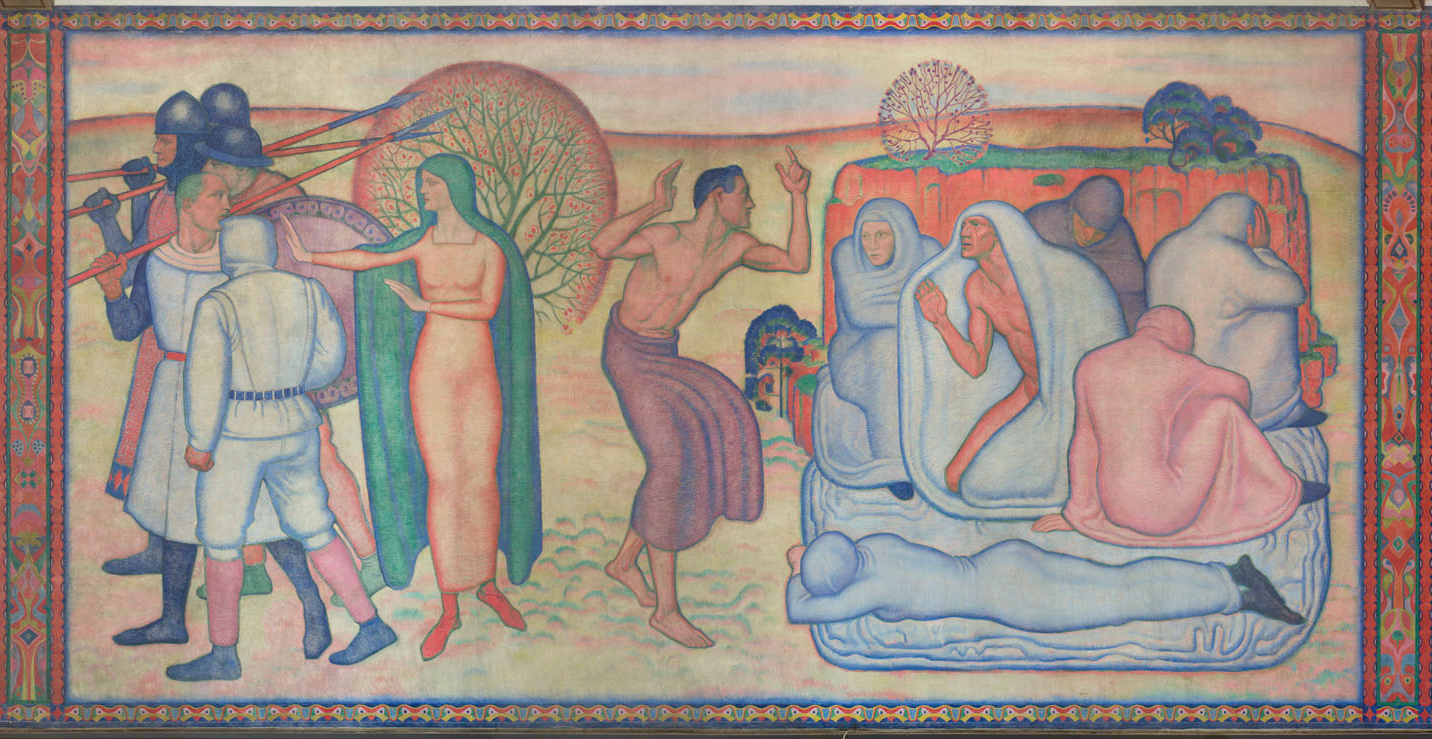
Verkündigung (Wandbild 3)
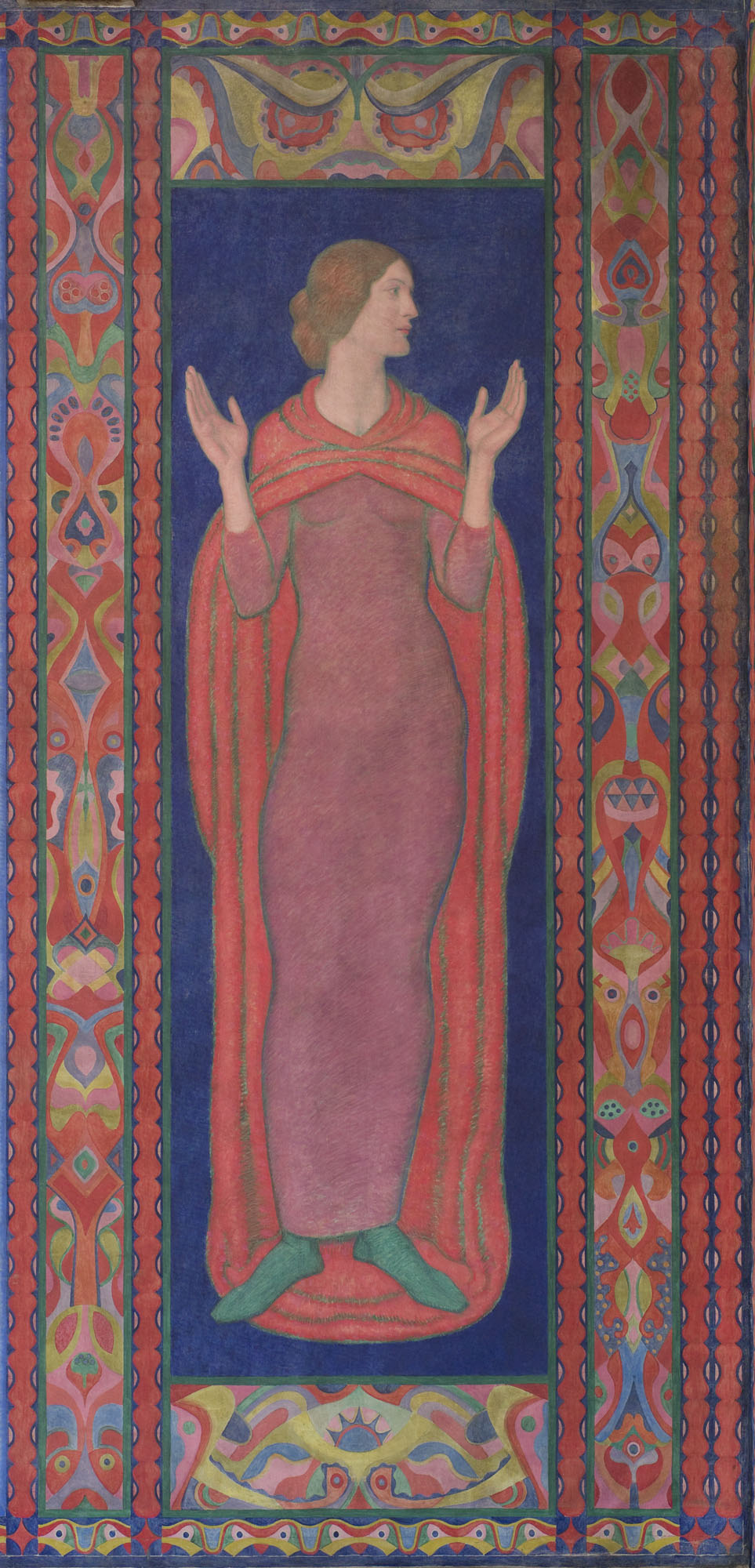
Erleuchtung (Wandbild 4)
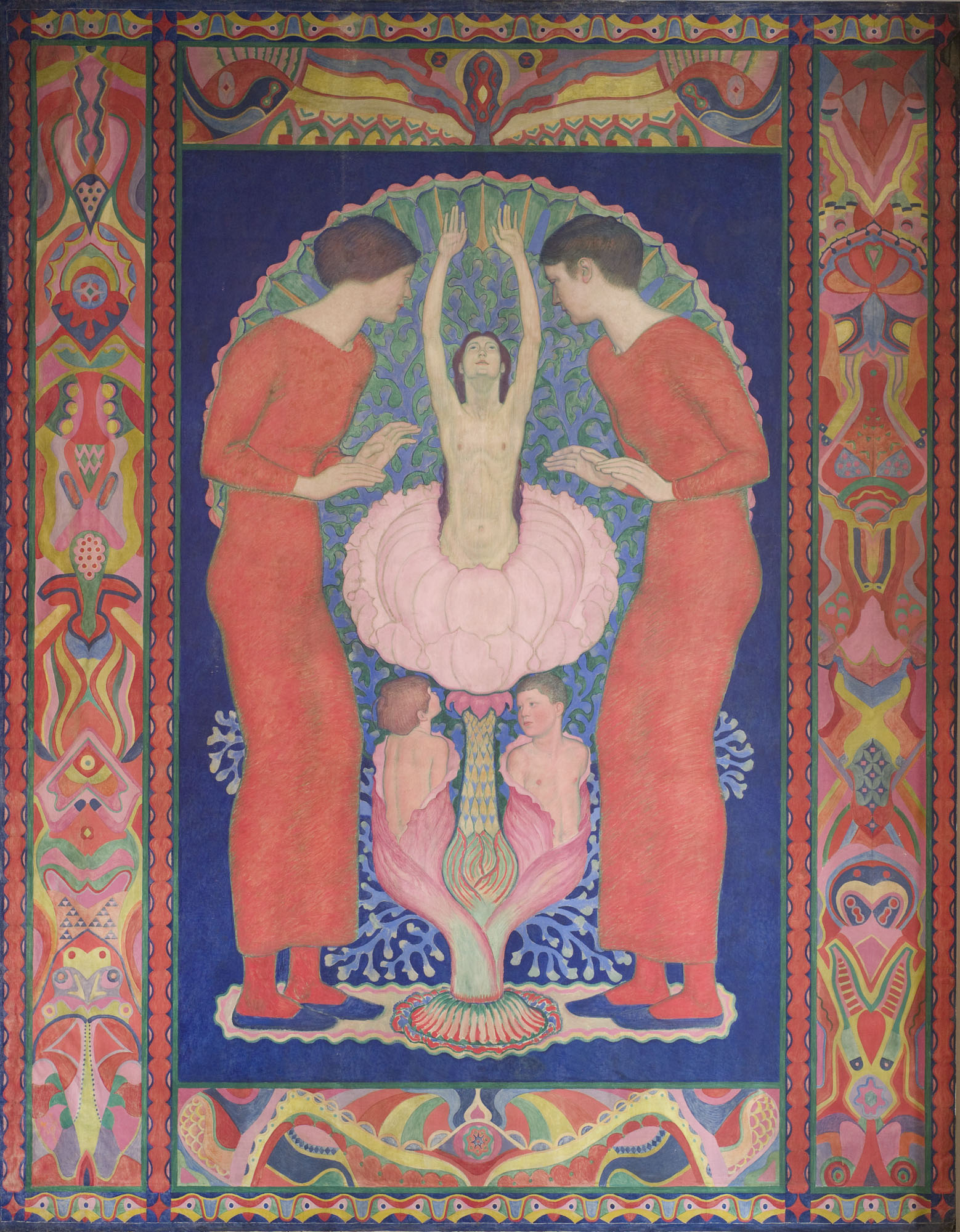
Entfaltung (Wandbild 5)

### Erfüllung
Wandbild 6 an der Eingangswand: Dann kommt das größte Bild (17 Meter lang). Dieses zerfällt in drei Gruppen:
Die Mitte zeigt den Lichtbringer, das Genie, die große Persönlichkeit. Sie macht gerade einen Schritt von einer Wolke zur Erde, ein Fuß ruht noch auf der Wolke. Auf dieser stehen, geradeaus sehend und unbeteiligt an dem, was links und rechts vorgeht, sechs verschleierte Frauengestalten, die Ideen darstellend – im platonischen Sinne –, die das  Genie den Irdischen neu vermittelt.
Die linke Gruppe dieser Mittelgruppe, die sich an die aufbrechenden Blüten anschließt, zeigt eine Gruppe von Figuren in einem großen Crescendo vom Erwachen bis zum völligen Erwachtsein. Das neue Leben – begeistert vom Anblick des Heros – bricht mit aller Macht hervor.
Die rechte Gruppe drückt im größten Teil der Figuren die Empfangsbereitschaft der neu vermittelten Ideen durch den Heros aus. Aus dieser Gruppe löst sich nun – als Weiterwirkung der geistigen Bewegung – eine Frauengestalt auf einem Pferde reitend ab. Vor dem Pferd schreitet eine männliche Figur mit einer den Schritt des Pferdes bändigenden Bewegung. Über dieser reitenden Frauengestalt schwebt eine andere Frauenfigur auf einem Sternenmantel; sie bläst auf einem Instrument. Diese aus der vorhin beschriebenen Gruppe stellt dar: Die Begeisterung (reitende Frau), das Pferd: Leidenschaft und Kraft, von der männlichen Figur in Schranken gehalten. Die darüber schwebende Figur deutet auf den Zug ins Transzendentale hin – symbolisiert durch das Schweben auf dem Sternenmantel und das Musizieren. Der Kulminationspunkt – die Wellenhöhe – ist mit dem Erscheinen des Heros erreicht und in dieser rechten Gruppe noch eine Zeitlang weiterwirkend. 

Erfüllung
Aus der Kühle, aus dem Schweigen, wo die Urgestalten thronen,
Will er zu uns niedersteigen, mit uns in der Schwüle wohnen.

Und die Träumenden erbeben, und Wachen gehen und raunen.
Und die Guten kommen jauchzend, und die Besten stehn und staunen.

Und die auch im Trüben Weib blieb, und die glauben kann und wähnen,
Preßt die dranggeschwellten Brüste, jubelt von erfülltem Sehnen.

Licht im Antlitz, Licht im Herzen, Licht in seiner Huldgebärde
Geht der Sproß der Ewigkeiten schaffend durch die neue Erde.

Und sein Wort ist Pfad und Weisung, und sein Tritt ist Kraft und Keimnis,
Und in seinem keuschen Wandel spiegelt sich das Urgeheimnis.

### Spiel
Wandbild 7 an der Eingangswand: Das folgende Bild stellt drei Tänzerinnen dar, die sich im Reigen goldene Bälle zuwerfen. – Die große Begeisterung, die geistige Bewegung, mündet bereits im Spiel – Virtuosität – aus.

Spiel

Kommt lasst uns spielen! Auf gaukelnden Wellen
Trägt uns das Spiel von dem klippigen Strand.
Heischende Heldenbefehle vergellen.
Schaun aus der Ferne das atmende Land.

Bringer des Lichtes! Dein Werk und dein Wesen.
Einst unser Sehnen, Besitztum und Ziel.
Nicht mehr zu fassen jetzt, nicht mehr zu lesen,
Nur noch erreichbar dem rhythmischen Spiel.

Mächtig im künden du, mächtig im zeigen,
müde wir mählich die lauschende Flur.
Kommt, lasst uns spielen! Im lieblichen Reigen
Wandeln wir deine erhabene Spur.

### Niedergang
Wandbild 8 an der Fensterwand links: Im letzten Bild sind zwei Frauengestalten dargestellt, die ins Meer untertauchen. Sie heben sich von der großen Sonnenscheibe ab, die schon halb hinter dem Meereshorizont verschwunden ist.

Niedergang

Nun ruht die weite Runde.
Die ewig reine Kunde
Neigt todesmüd ihr Haupt.
Es neigt die müden Sinnen,
Wer einst an ihr Beginnen,
An ihre Laufbahn treu geglaubt.

Die letzten Töne klingen
Mit mütterlichen Schwingen
Deckt die Nacht ein müdes Kind.
Bis es nach tiefem Schlummer,
Bereits zu Luft und Kummer,
Den Lauf im Ringe neu beginnt.
Das Wellental beginnt wieder, das erste Bild – Sonnenaufgang – reiht sich logisch an das Schlussbild an. Die Darstellung ist also völlig in sich geschlossen und symbolisiert einen stets wiederkehrenden Vorgang in der Geschichte der geistigen Menschheit, die sich nicht in eine Pyramide zu einer größeren Vollkommenheit zuspitzt, sondern stets in Wellenlinien mit Höhen und Tiefen in horizontaler Grundrichtung verläuft. Sie steht also inhaltlich ebenso sehr im Widerspruch zur modernen entwicklungsgeschichtlichen Weltauffassung, wie sie formell im Widerspruch, ja sogar im  ausgesprochenen Gegensatz zu den ›maßgebenden‹ Richtungen steht.

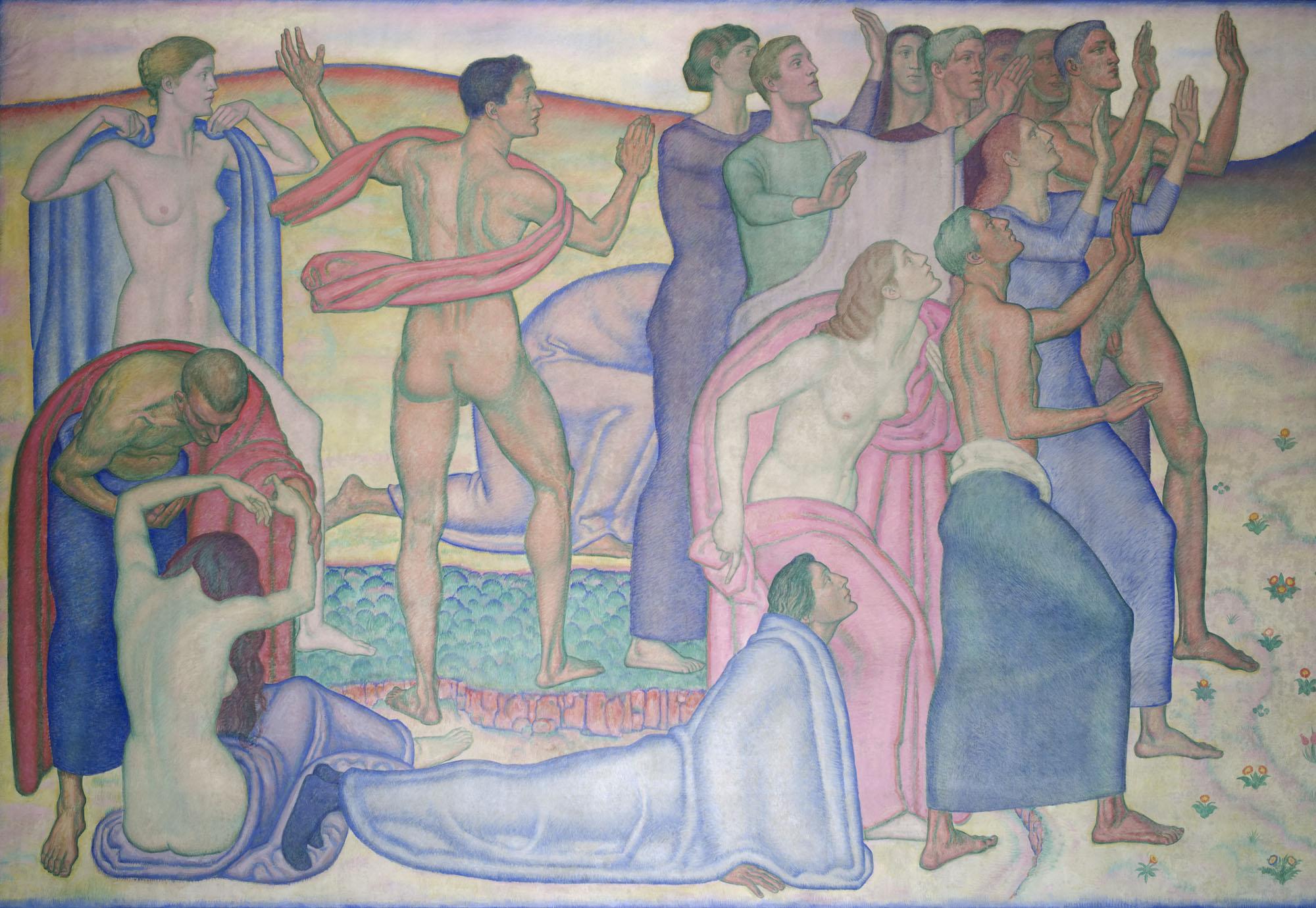
Erfüllung (Wandbild 6, linker Teil)
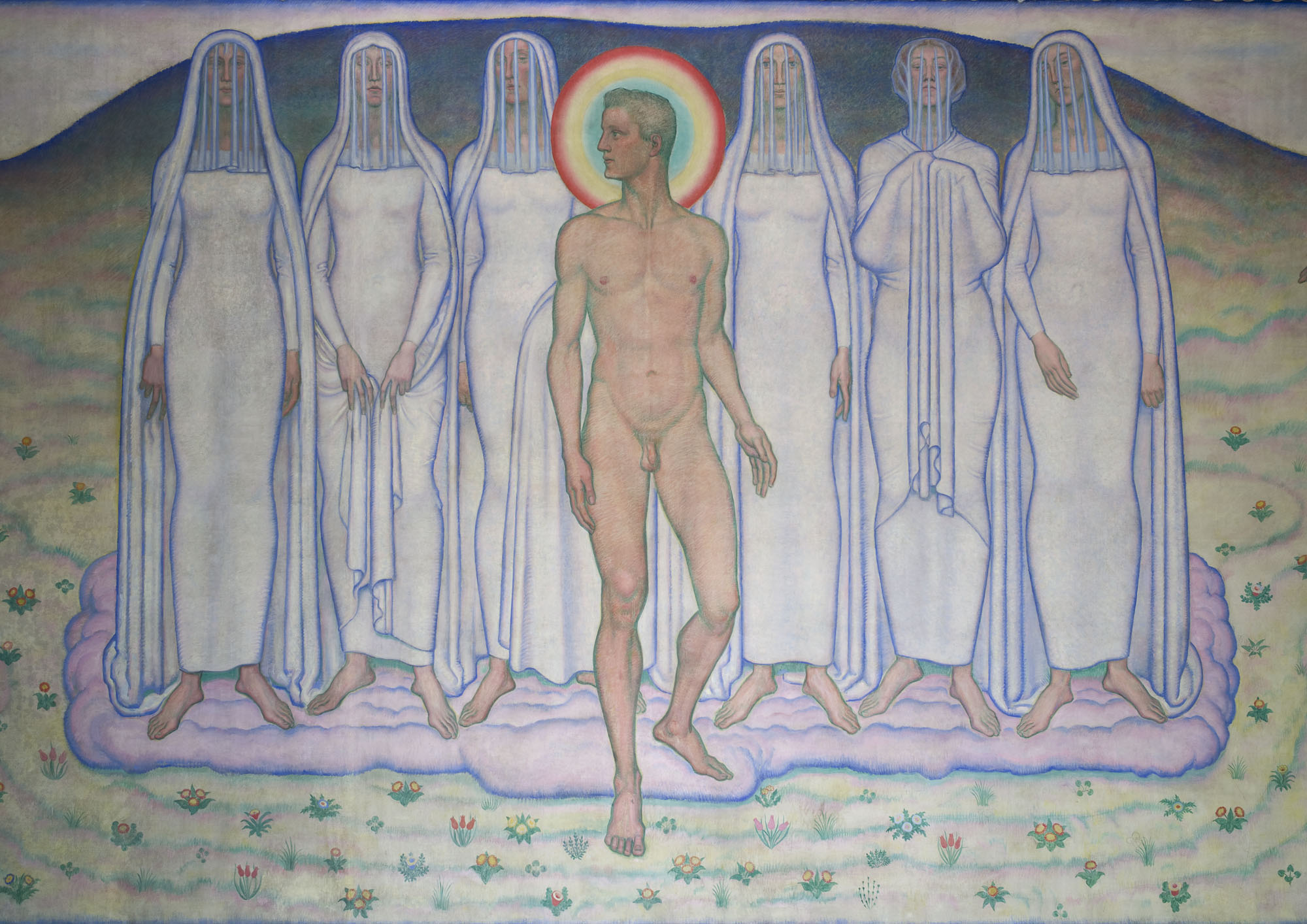
Erfüllung (Wandbild 6, Mittelteil)
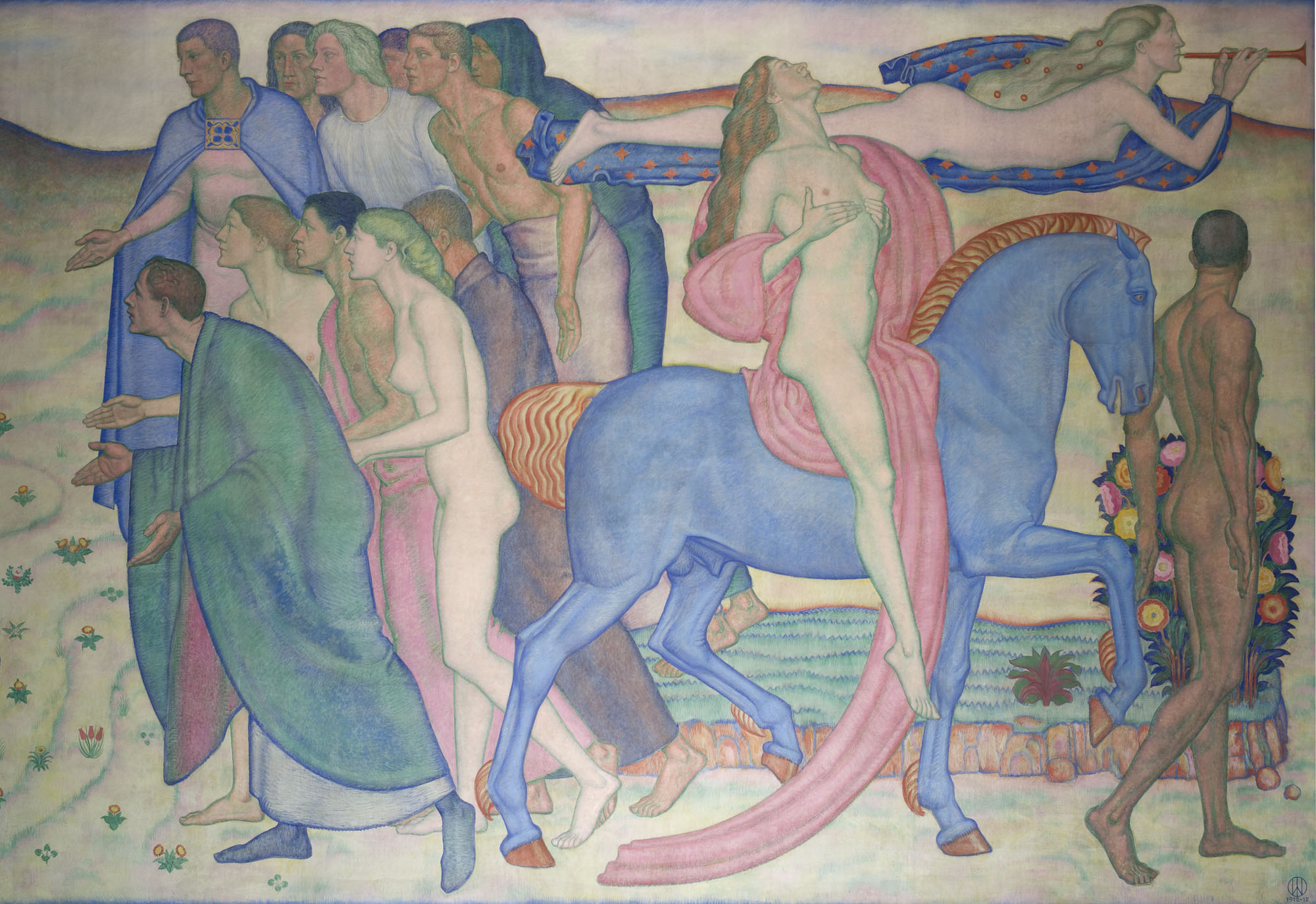
Erfüllung (Wandbild 6, rechter Teil)
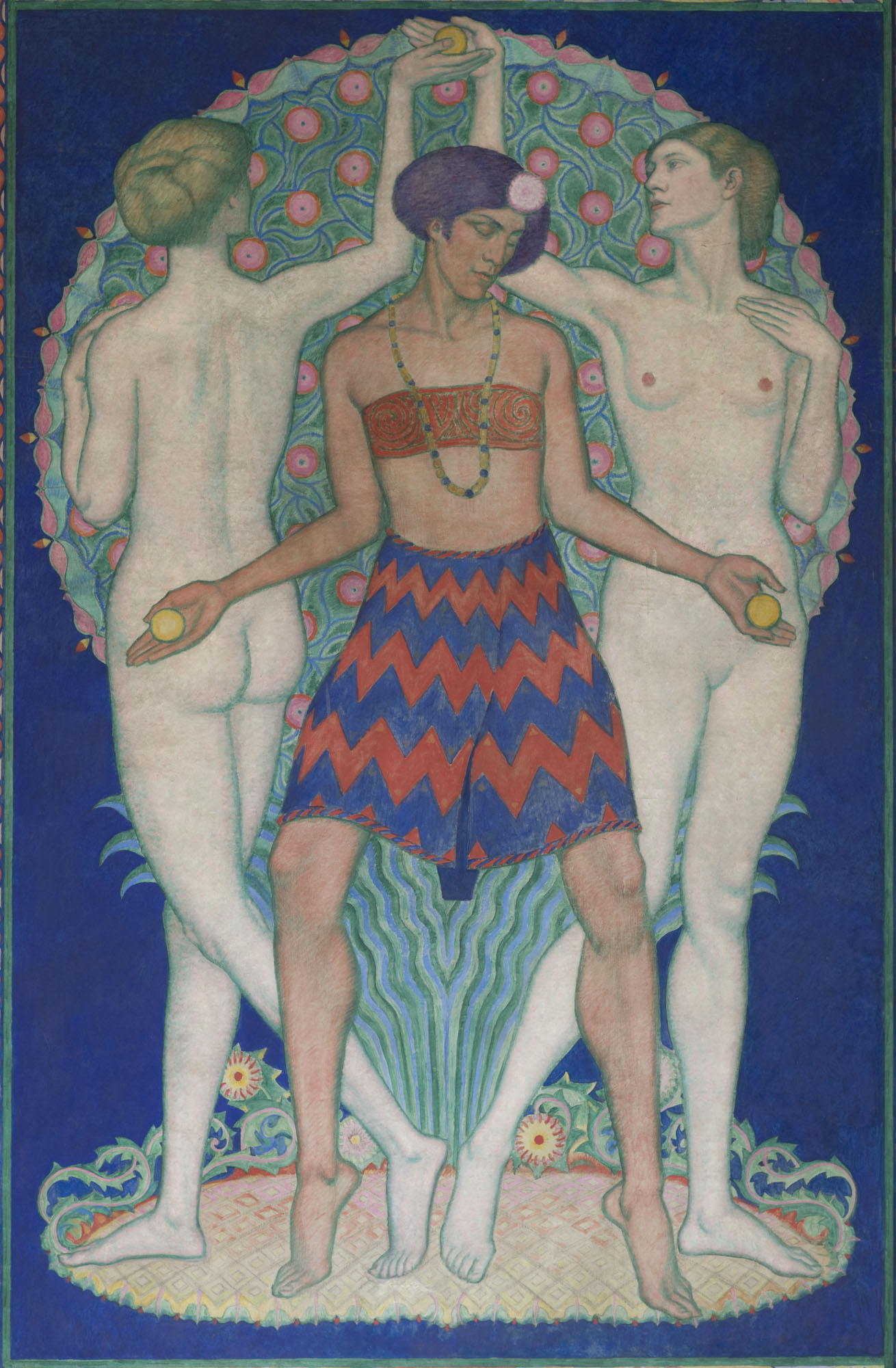
Spiel (Wandbild 7)
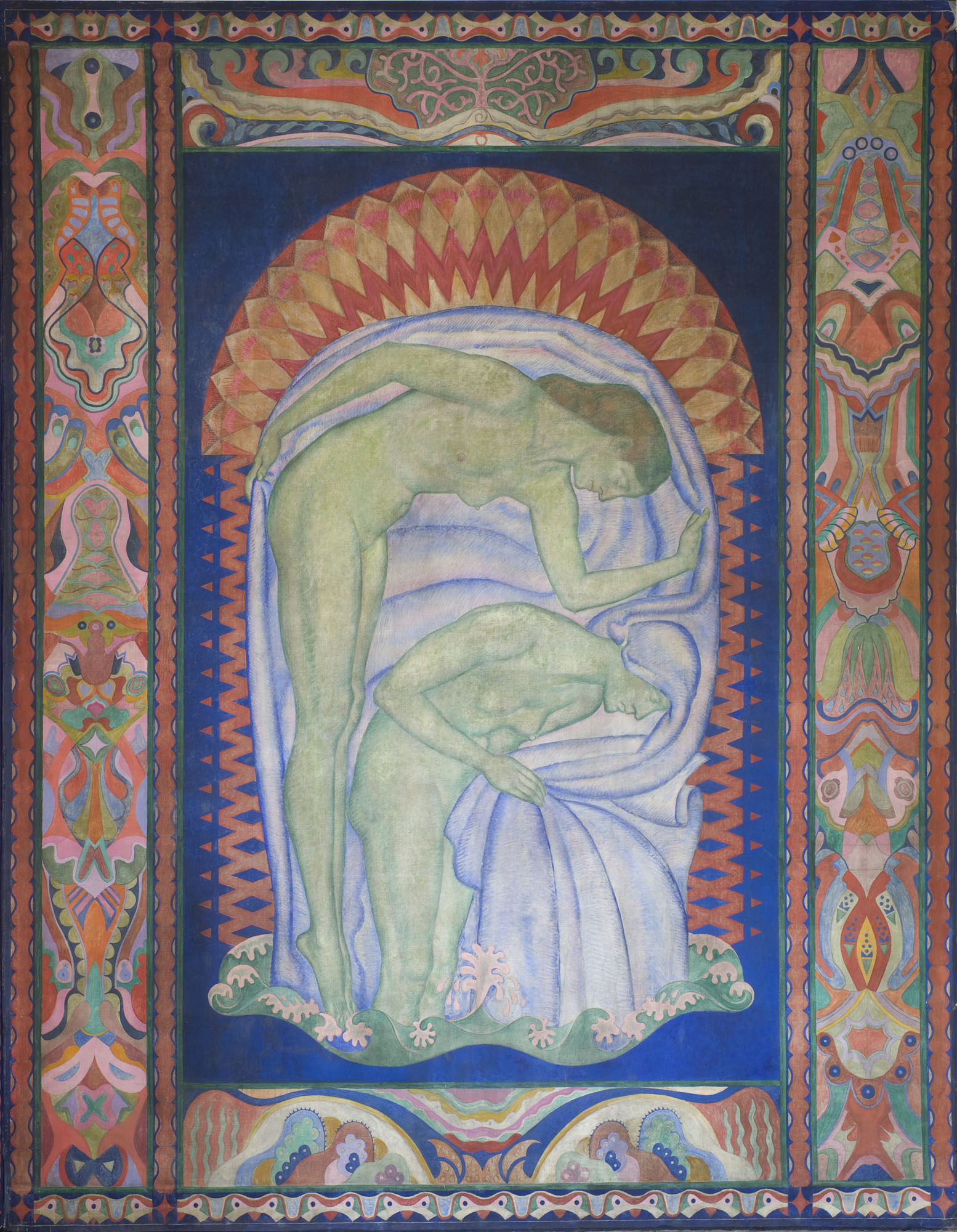
Niedergang (Wandbild 8)